# Robert Ben Rhoades
Robert Ben Rhoades (nacido el 22 de noviembre de 1945), también conocido como el asesino de la parada de camiones, es un asesino en serie y violador estadounidense. Fue condenado por tres asesinatos, y tenía dos juicios más programados pero se le retiraron los cargos debido a los deseos de las familias de las víctimas. Además, se sospecha que torturó, violó y mató a más de 50 mujeres entre 1975 y 1990, basado en datos sobre sus rutas en camión y las mujeres que desaparecieron durante esos años y que coincidían con el perfil de sus víctimas. Cuando fue capturado, declaró que había estado realizando esas actividades durante 15 años. Tomaba fotografías de algunas de sus víctimas, y la fotografía más conocida es la de su última víctima, Regina Kay Walters, la cual tomó momentos antes de matarla en un granero abandonado en Illinois.

## Primeros años
Robert Ben Rhoades nació en Council Bluffs, Iowa en 1945, pero no se sabe exactamente dónde fue criado.
En sus primeros años de vida, Rhoades fue criado solo por su madre, porque su padre era un soldado en el ejército de los Estados Unidos y estaba destinado en la Alemania Federal. Sin embargo, su padre regresó de su deber en el extranjero cuando Robert todavía era un niño que asistía a la escuela primaria. Después de que su padre fue dado de baja del ejército, encontró trabajo como bombero.
Según todos los relatos de confianza, sus primeros años fueron bastante normales, aparte de problemas sociales no especificados en sus años de formación. Participó activamente en actividades extracurriculares de las escuelas a las que asistió, y se involucró en el fútbol americano, la lucha libre, los coros y los clubes franceses.
En sus años de instituto sólo fueron destacables un arresto a los 16 años en 1961 por manipular un vehículo, junto con un arresto por una pelea en público a los 17 años en 1962. Después de graduarse en el Monticello High School en Monticello en 1964, se unió a los Marines. Ese mismo año, su padre fue arrestado por abusar sexualmente de una niña de 12 años, y después se suicidó mientras esperaba al juicio. Unos pocos años después, en 1967 o 1968, Rhoades fue despedido sin honores del ejército por su participación en un robo.
Después de su baja deshonrosa de los Marines a finales de los años 60, asistió a la universidad pero la abandonó. Más tarde, intentó unirse a las fuerzas del orden, pero fue rechazado por su baja con deshonra en los Marines. A lo largo de los años 70 y 80, se casó tres veces, y tuvo un hijo con su primera mujer. Seguidamente, trabajó en tiendas, supermercados, almacenes y restaurantes. Finalmente, se convirtió en camionero de larga distancia. Durante los años 80 sus intereses personales y pasatiempos incluyeron involucrarse en la escena BDSM; también durante esta década supuestamente abusó verbal, física y sexualmente de su tercera esposa, Deborah Rhoades.

## Homicidios
Se piensa que Rhoades mató por primera vez en noviembre de 1989, aunque sólo fue acusado por una víctima anónima de secuestro y tortura. La víctima de 18 años de edad era una vagabunda, y cuando Rhoades fue detenido, la víctima rechazó presentar cargos, sintiendo que no sería creída a pesar de las pruebas existentes. En su declaración a la policía, ella dice que "no veo nada bueno en presentar cargos. Sólo va a ser mi palabra contra la suya. Si hubiese alguna prueba, denunciaría. Presentaría cargos y le denunciaría." Más tarde, se supo que ella tenía miedo de Rhoades después de haber soportado dos semanas en su camión. Rhoades había convertido la zona de dormitorio de la parte trasera de la cabina del camión en su propia cámara de tortura personal donde mantenía a las mujeres, a veces durante semanas, torturándolas y violándolas.
Rhoades capturaba autoestopistas y prostitutas de las paradas de camiones a punta de pistola. Sus primeras víctimas confirmadas fueron Candace Walsh (24) y su marido, Douglas Zyskowski (26), en enero de 1990. La pareja de recién casados estaba haciendo autoestop cuando Rhoades les recogió en su camión mientras realizaba un viaje de larga distancia. Mató inmediatamente a Zyskowski de un disparo en la cabeza y arrojó su cuerpo en el Condado de Sutton, Texas, donde fue más tarde encontrado. No fue identificado hasta 1992. Retuvo a Walsh durante más de una semana. Durante este tiempo, la torturó y la violó múltiples veces antes de tirar su cuerpo en el Condado de Millard, Utah.
Un mes después de la muerte de Walsh, Regina Kay Walters, de 14 años, y su novio, Ricky Lee Jones, de 18, ambos adolescentes fugados del suburbio de Pasadena, en Houston, Texas, desaparecieron. Como con Zyskowski, se piensa que después de haber sido recogidos por Rhoades, mató a Jones y tiró su cuerpo mientras Walters era retenida. Las fotografías incautadas durante un registro en la casa de Rhoades confirmaron que mantuvo a Walters durante mucho tiempo, según el grado de crecimiento del cabello y los hematomas. El cuerpo de Jones fue encontrado el 3 de marzo de 1991 en el condado de Lamar, Mississippi. A él no se le identificó hasta julio de 2008. En el Condado de Bond, Illinois, Jones había sido acusado in absentia del asesinato de Walters.
En la madrugada del 1 de abril de 1990, el oficial Mike Miller de la Patrulla de Autopistas de Arizona, encontró un camión al costado de la I-10 con sus luces de emergencia encendidas. Cuando investigó el interior, descubrió una mujer desnuda, esposada y gritando. También estaba presente un hombre, que se identificó a sí mismo como el conductor del camión. Después de no poder salir de esta situación con su palabrería, Rhoades fue arrestado y acusado por asalto agravado, agresión sexual, y detención ilegal. Después de más investigaciones, el detective, Rick Barnhart, pudo establecer una conexión con el caso de Houston y notó un patrón que se extendía en el transcurso de al menos cinco meses.
Al ejecutar una orden de entrada en la casa de Rhoades, la policía encontró fotos de una adolescente desnuda que luego fue identificada como Walters, cuyo cuerpo en descomposición se encontró en septiembre de 1990. También había fotos de Walsh, cuyo cuerpo se descubrió ese octubre.

## Condena
En 1994, Rhoades fue condenado por el asesinato en primer grado de Regina Kay Walters y sentenciado a cadena perpetua sin libertad condicional en el Centro Correccional Menard en Chester, Illinois. Se le extraditó a Utah en 2005 para ser juzgado por las muertes de Candace Walsh y Douglas Zyskowski; sin embargo, de acuerdo con las solicitudes de las familias de las víctimas, los cargos fueron retirados en 2006 y volvió a prisión. Rhoades fue más tarde extraditado a Texas por el asesinato de Walter y Jones donde Rhoades, para no recibir la pena de muerte, llegó a un acuerdo y se declaró culpable de sus muertes, recibiendo una segunda cadena perpetua.
A pesar de sus otras condenas en Texas, continúa cumpliendo condena de cadena perpetua sin libertad condicional en el Centro Correccional Menard en Chester, Illinois.

## Libros
- Busch, Alva (1995). Roadside Prey. Pinnacle. ISBN 978-0786002214.
- Hazelwood, Robert Roy; Michaud, Stephen (1998). The Evil That Men Do. St. Martins Paperbacks. ISBN 0-312-97060-9.